# Solnetchnoïe
Solnetchnoïe est une commune urbaine sous la juridiction de Saint-Pétersbourg.